# Пудзнарі
Пудзнарі (груз. ფუძნარი) — село в Грузії.
За даними перепису населення 2014 року в селі проживає 3 осіб.